# Burgstall Hagen
Der Burgstall Hagen bezeichnet eine abgegangene spätmittelalterliche Höhenburg bei 670 m ü. NHN 720 m südöstlich der Filialkirche St. Blasius in Hagen, einem Gemeindeteil der Gemeinde Riegsee im Landkreis Garmisch-Partenkirchen in Bayern. Die Anlage wird als Bodendenkmal unter der Aktennummer D-1-8333-0024 als „Höhensiedlung der frühen und mittleren Bronzezeit, der späten Latènezeit und der römischen Kaiserzeit sowie Burgstall des hohen und späten Mittelalters (‚Hagen‘)“ geführt.

## Beschreibung
Die unregelmäßig geformte Anlage liegt auf einem Höhenrücken 400 m nördlich der Loisach. Das Gelände ist gegenüber der Flussniederung um 60 m erhöht. Die Anlage besitzt in der Nord-Süd-Richtung die Ausmaße von ca. 70 m und in West-Ost-Richtung von 120 m. Das Burgareal ist heute bewaldet.